# Episodi di School Spirits (seconda stagione)
La seconda stagione della serie televisiva School Spirits, composta da 8 episodi, è stata pubblicata su Paramount+ dal 30 gennaio al 6 marzo 2025.
In Italia è stata pubblicata interamente su Paramount+ l'11 aprile 2025.
| nº | Titolo originale                   | Titolo italiano                    | Pubblicazione USA | Pubblicazione Italia |
| -- | ---------------------------------- | ---------------------------------- | ----------------- | -------------------- |
| 1  | Whatever Happened to Maddie Nears? | Che fine ha fatto Maddie Nears?    | 30 gennaio 2025   | 11 aprile 2025       |
| 2  | Field of Screams                   | La casa degli orrori               | 30 gennaio 2025   | 11 aprile 2025       |
| 3  | Can’t Hauntly Wait                 | Giovani, pazzi e spettrali         | 30 gennaio 2025   | 11 aprile 2025       |
| 4  | A Walk-in to Remember              | Dentro i ricordi                   | 6 febbraio 2025   | 11 aprile 2025       |
| 5  | Ghost Who’s Coming to Dinner       | Indovina chi muore a cena          | 13 febbraio 2025  | 11 aprile 2025       |
| 6  | Ghost Pointe Blank                 | L'ultimo contratto fantasma        | 20 febbraio 2025  | 11 aprile 2025       |
| 7  | Anatomy Of A Fallout Shelter       | Anatomia di un rifugio antiatomico | 27 febbraio 2025  | 11 aprile 2025       |
| 8  | Fire, Talk to Me                   | Fuoco parla con me                 | 6 marzo 2025      | 11 aprile 2025       |